# Braun (sächsisches Adelsgeschlecht)

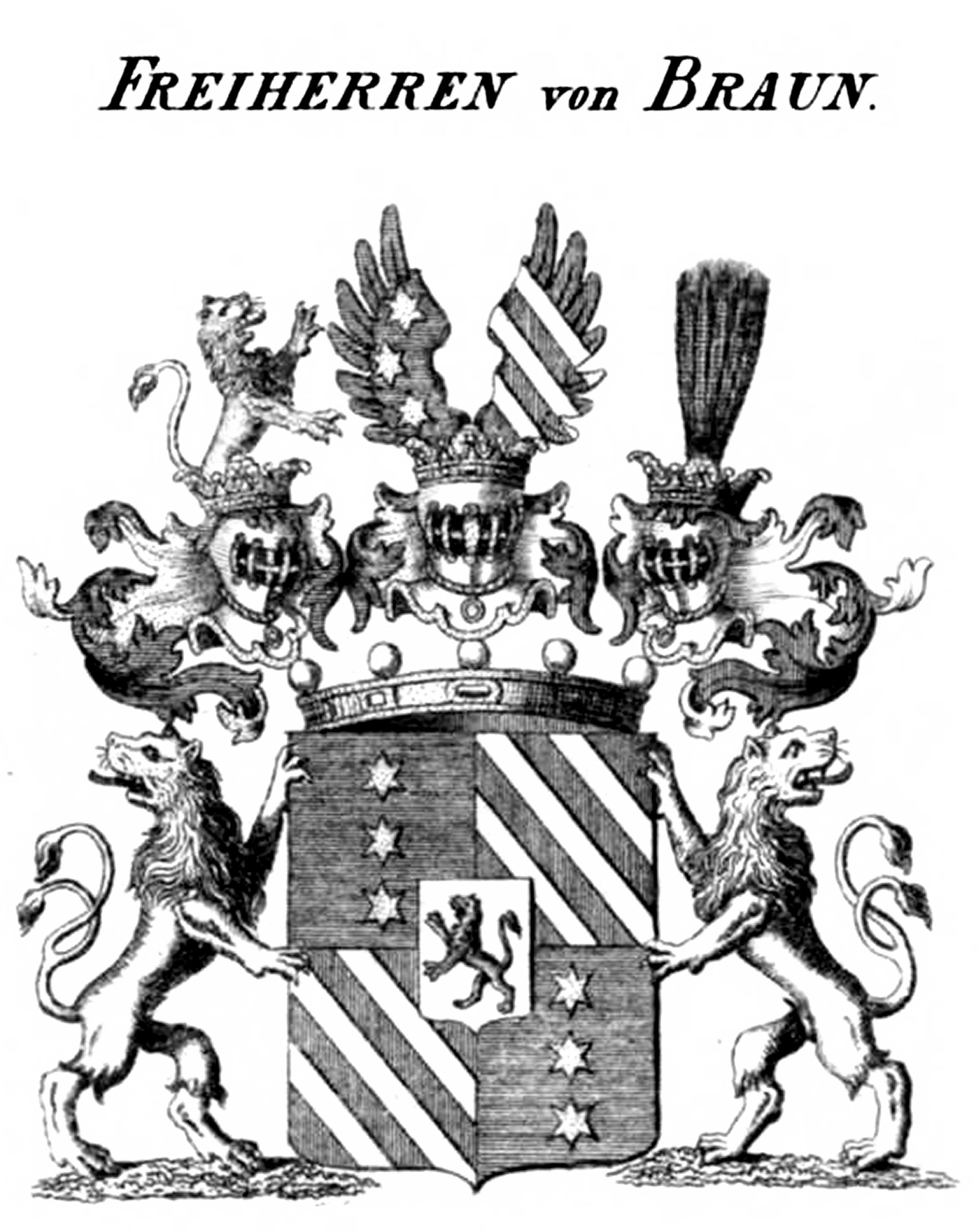
Wappen der Freiherren von Braun

Braun ist der Name eines sächsischen, seit 1760 auch österreichischen Adelsgeschlechts, das 1764 in den Freiherrenstand erhoben wurde.

## Geschichte

### Herkunft
Die sächsische Familie von Braun darf nicht mit zahlreichen weiteren gleichnamigen adeligen Geschlechtern verwechselt werden, die zum Teil aus anderen Gegenden stammen und verschiedene Wappen führen. So erscheinen 1861 in Kneschkes Neuen allgemeinen deutschen Adelslexicon 16 adelige Familien und 1974 im Adelslexikon des Genealogischen Handbuchs des Adels 15 adelige Geschlechter dieses Namens.
Der Familienlegende nach gab es adlige Vorfahren, deren Spuren sich bis in das 14. Jahrhundert zurückverfolgen lassen. Sie lebten in Gispersleben bei Erfurt und sanken durch hohe Kinderzahlen in den Bauernstand herab.
Seit 1760 lebte ein Vertreter der Familie in Wien, wodurch sie auch zu einem österreichischen Adelsgeschlecht wurde.

## Besitzungen
- Straußfurt, Obertopfstedt (1695–1795)

## Standeserhebung
Nachdem Carl Adolph Braun vier Jahre am kaiserlichen Reichshofrat gewirkt hatte, erhob Kaiser Franz I. ihn und seine ehelichen Nachkommen am 3. April 1764 in den Reichsfreiherrenstand. Seine beiden jüngeren Brüder Ferdinand August und Johann Friedrich nannten sich ab 1769 bzw. 1770 von Braun.

## Wappen
Blasonierung: Schild geviert mit goldenem Mittelschild mit einem nach rechts schreitenden schwarzen Löwen; 1 und 4: in Blau drei übereinanderstehende goldene Sterne; 2 und 3: in Rot drei schrägliegende silberne Balken. Drei bekronte Helme, der rechte mit einem wachsenden Löwen; der mittlere mit offenem Flug, wobei der rechte blaue Flügel die drei Sterne trägt, der linke rot mit drei weißen Balken; der linke Helm trägt fünf Pfauenfedern.

## Persönlichkeiten
- Nicolaus Braun († 1704), Rittergutsbesitzer in Straußfurt
- Johannes Sebastianus Braun († 1737), Pfarrer zu Henschleben und Vehra, Bruder des Vorigen
- Matthias Nicolaus Braun (1684–1737), deutscher Jurist
- Carl Adolph Freiherr von Braun (1716–1795), kaiserlicher Reichshofrat in Wien.
- Johann Friedrich von Braun (1722–1799), Sachbuchautor in Langensalza